# Ундурхангай
Ундурхангай (Ондерхангай) (монг. Өндөрхангай) — сомон аймаку Увс, Монголія. Площа 4,6 тис. км², населення 4,2 тис. Центр сомону селище Жаргалан лежить за 1180 км від Улан-Батора, за 268 км від міста Улаангом.

## Рельєф
Вічна мерзлота. Багато озер і неглибоких річок.

## Клімат
Клімат різко континентальний. Щорічні опади 150—200 мм, середня температура січня −25°С, середня температура липня +15°+20°С.

## Природа
Водяться вовки, лисиці, тарбагани, дикі кози, манули, зайці, вивірки, аргалі, козулі, корсаки, борсуки.

## Корисні копалини
Сомон багатий на графіт, вапняк, мідь, молібден та ін.

## Соціальна сфера
Є школа, лікарня, сфера обслуговування, будинки відпочинку.